# Buddleja rufescens
Buddleja rufescens är en flenörtsväxtart som beskrevs av Willdenow, Roemer och Schultes. Buddleja rufescens ingår i släktet buddlejor, och familjen flenörtsväxter. Inga underarter finns listade i Catalogue of Life.